# Top (šah)
 Top je naziv za šahovsku figuru, koja se kolokvijalno naziva i "kula". Svaki igrač na početku igre ima dva topa. Top se kreće vodoravno i okomito (za razliku od lovca, koji se kreće po dijagonalama).
Kretanje topa:
|   | a | b | c | d | e | f | g | h |   |
| 8 | d8 white circle · g8 black circle · d7 white circle · e7 white pawn · f7 black circle · g7 black rook · h7 black circle · d6 white circle · g6 black circle · d5 white circle · g5 black pawn · a4 white circle · b4 white circle · c4 white circle · d4 white rook · e4 white circle · f4 white circle · g4 white circle · h4 white circle · d3 white circle · d2 white circle · d1 white circle | d8 white circle · g8 black circle · d7 white circle · e7 white pawn · f7 black circle · g7 black rook · h7 black circle · d6 white circle · g6 black circle · d5 white circle · g5 black pawn · a4 white circle · b4 white circle · c4 white circle · d4 white rook · e4 white circle · f4 white circle · g4 white circle · h4 white circle · d3 white circle · d2 white circle · d1 white circle | d8 white circle · g8 black circle · d7 white circle · e7 white pawn · f7 black circle · g7 black rook · h7 black circle · d6 white circle · g6 black circle · d5 white circle · g5 black pawn · a4 white circle · b4 white circle · c4 white circle · d4 white rook · e4 white circle · f4 white circle · g4 white circle · h4 white circle · d3 white circle · d2 white circle · d1 white circle | d8 white circle · g8 black circle · d7 white circle · e7 white pawn · f7 black circle · g7 black rook · h7 black circle · d6 white circle · g6 black circle · d5 white circle · g5 black pawn · a4 white circle · b4 white circle · c4 white circle · d4 white rook · e4 white circle · f4 white circle · g4 white circle · h4 white circle · d3 white circle · d2 white circle · d1 white circle | d8 white circle · g8 black circle · d7 white circle · e7 white pawn · f7 black circle · g7 black rook · h7 black circle · d6 white circle · g6 black circle · d5 white circle · g5 black pawn · a4 white circle · b4 white circle · c4 white circle · d4 white rook · e4 white circle · f4 white circle · g4 white circle · h4 white circle · d3 white circle · d2 white circle · d1 white circle | d8 white circle · g8 black circle · d7 white circle · e7 white pawn · f7 black circle · g7 black rook · h7 black circle · d6 white circle · g6 black circle · d5 white circle · g5 black pawn · a4 white circle · b4 white circle · c4 white circle · d4 white rook · e4 white circle · f4 white circle · g4 white circle · h4 white circle · d3 white circle · d2 white circle · d1 white circle | d8 white circle · g8 black circle · d7 white circle · e7 white pawn · f7 black circle · g7 black rook · h7 black circle · d6 white circle · g6 black circle · d5 white circle · g5 black pawn · a4 white circle · b4 white circle · c4 white circle · d4 white rook · e4 white circle · f4 white circle · g4 white circle · h4 white circle · d3 white circle · d2 white circle · d1 white circle | d8 white circle · g8 black circle · d7 white circle · e7 white pawn · f7 black circle · g7 black rook · h7 black circle · d6 white circle · g6 black circle · d5 white circle · g5 black pawn · a4 white circle · b4 white circle · c4 white circle · d4 white rook · e4 white circle · f4 white circle · g4 white circle · h4 white circle · d3 white circle · d2 white circle · d1 white circle | 8 |
| 7 | d8 white circle · g8 black circle · d7 white circle · e7 white pawn · f7 black circle · g7 black rook · h7 black circle · d6 white circle · g6 black circle · d5 white circle · g5 black pawn · a4 white circle · b4 white circle · c4 white circle · d4 white rook · e4 white circle · f4 white circle · g4 white circle · h4 white circle · d3 white circle · d2 white circle · d1 white circle | d8 white circle · g8 black circle · d7 white circle · e7 white pawn · f7 black circle · g7 black rook · h7 black circle · d6 white circle · g6 black circle · d5 white circle · g5 black pawn · a4 white circle · b4 white circle · c4 white circle · d4 white rook · e4 white circle · f4 white circle · g4 white circle · h4 white circle · d3 white circle · d2 white circle · d1 white circle | d8 white circle · g8 black circle · d7 white circle · e7 white pawn · f7 black circle · g7 black rook · h7 black circle · d6 white circle · g6 black circle · d5 white circle · g5 black pawn · a4 white circle · b4 white circle · c4 white circle · d4 white rook · e4 white circle · f4 white circle · g4 white circle · h4 white circle · d3 white circle · d2 white circle · d1 white circle | d8 white circle · g8 black circle · d7 white circle · e7 white pawn · f7 black circle · g7 black rook · h7 black circle · d6 white circle · g6 black circle · d5 white circle · g5 black pawn · a4 white circle · b4 white circle · c4 white circle · d4 white rook · e4 white circle · f4 white circle · g4 white circle · h4 white circle · d3 white circle · d2 white circle · d1 white circle | d8 white circle · g8 black circle · d7 white circle · e7 white pawn · f7 black circle · g7 black rook · h7 black circle · d6 white circle · g6 black circle · d5 white circle · g5 black pawn · a4 white circle · b4 white circle · c4 white circle · d4 white rook · e4 white circle · f4 white circle · g4 white circle · h4 white circle · d3 white circle · d2 white circle · d1 white circle | d8 white circle · g8 black circle · d7 white circle · e7 white pawn · f7 black circle · g7 black rook · h7 black circle · d6 white circle · g6 black circle · d5 white circle · g5 black pawn · a4 white circle · b4 white circle · c4 white circle · d4 white rook · e4 white circle · f4 white circle · g4 white circle · h4 white circle · d3 white circle · d2 white circle · d1 white circle | d8 white circle · g8 black circle · d7 white circle · e7 white pawn · f7 black circle · g7 black rook · h7 black circle · d6 white circle · g6 black circle · d5 white circle · g5 black pawn · a4 white circle · b4 white circle · c4 white circle · d4 white rook · e4 white circle · f4 white circle · g4 white circle · h4 white circle · d3 white circle · d2 white circle · d1 white circle | d8 white circle · g8 black circle · d7 white circle · e7 white pawn · f7 black circle · g7 black rook · h7 black circle · d6 white circle · g6 black circle · d5 white circle · g5 black pawn · a4 white circle · b4 white circle · c4 white circle · d4 white rook · e4 white circle · f4 white circle · g4 white circle · h4 white circle · d3 white circle · d2 white circle · d1 white circle | 7 |
| 6 | d8 white circle · g8 black circle · d7 white circle · e7 white pawn · f7 black circle · g7 black rook · h7 black circle · d6 white circle · g6 black circle · d5 white circle · g5 black pawn · a4 white circle · b4 white circle · c4 white circle · d4 white rook · e4 white circle · f4 white circle · g4 white circle · h4 white circle · d3 white circle · d2 white circle · d1 white circle | d8 white circle · g8 black circle · d7 white circle · e7 white pawn · f7 black circle · g7 black rook · h7 black circle · d6 white circle · g6 black circle · d5 white circle · g5 black pawn · a4 white circle · b4 white circle · c4 white circle · d4 white rook · e4 white circle · f4 white circle · g4 white circle · h4 white circle · d3 white circle · d2 white circle · d1 white circle | d8 white circle · g8 black circle · d7 white circle · e7 white pawn · f7 black circle · g7 black rook · h7 black circle · d6 white circle · g6 black circle · d5 white circle · g5 black pawn · a4 white circle · b4 white circle · c4 white circle · d4 white rook · e4 white circle · f4 white circle · g4 white circle · h4 white circle · d3 white circle · d2 white circle · d1 white circle | d8 white circle · g8 black circle · d7 white circle · e7 white pawn · f7 black circle · g7 black rook · h7 black circle · d6 white circle · g6 black circle · d5 white circle · g5 black pawn · a4 white circle · b4 white circle · c4 white circle · d4 white rook · e4 white circle · f4 white circle · g4 white circle · h4 white circle · d3 white circle · d2 white circle · d1 white circle | d8 white circle · g8 black circle · d7 white circle · e7 white pawn · f7 black circle · g7 black rook · h7 black circle · d6 white circle · g6 black circle · d5 white circle · g5 black pawn · a4 white circle · b4 white circle · c4 white circle · d4 white rook · e4 white circle · f4 white circle · g4 white circle · h4 white circle · d3 white circle · d2 white circle · d1 white circle | d8 white circle · g8 black circle · d7 white circle · e7 white pawn · f7 black circle · g7 black rook · h7 black circle · d6 white circle · g6 black circle · d5 white circle · g5 black pawn · a4 white circle · b4 white circle · c4 white circle · d4 white rook · e4 white circle · f4 white circle · g4 white circle · h4 white circle · d3 white circle · d2 white circle · d1 white circle | d8 white circle · g8 black circle · d7 white circle · e7 white pawn · f7 black circle · g7 black rook · h7 black circle · d6 white circle · g6 black circle · d5 white circle · g5 black pawn · a4 white circle · b4 white circle · c4 white circle · d4 white rook · e4 white circle · f4 white circle · g4 white circle · h4 white circle · d3 white circle · d2 white circle · d1 white circle | d8 white circle · g8 black circle · d7 white circle · e7 white pawn · f7 black circle · g7 black rook · h7 black circle · d6 white circle · g6 black circle · d5 white circle · g5 black pawn · a4 white circle · b4 white circle · c4 white circle · d4 white rook · e4 white circle · f4 white circle · g4 white circle · h4 white circle · d3 white circle · d2 white circle · d1 white circle | 6 |
| 5 | d8 white circle · g8 black circle · d7 white circle · e7 white pawn · f7 black circle · g7 black rook · h7 black circle · d6 white circle · g6 black circle · d5 white circle · g5 black pawn · a4 white circle · b4 white circle · c4 white circle · d4 white rook · e4 white circle · f4 white circle · g4 white circle · h4 white circle · d3 white circle · d2 white circle · d1 white circle | d8 white circle · g8 black circle · d7 white circle · e7 white pawn · f7 black circle · g7 black rook · h7 black circle · d6 white circle · g6 black circle · d5 white circle · g5 black pawn · a4 white circle · b4 white circle · c4 white circle · d4 white rook · e4 white circle · f4 white circle · g4 white circle · h4 white circle · d3 white circle · d2 white circle · d1 white circle | d8 white circle · g8 black circle · d7 white circle · e7 white pawn · f7 black circle · g7 black rook · h7 black circle · d6 white circle · g6 black circle · d5 white circle · g5 black pawn · a4 white circle · b4 white circle · c4 white circle · d4 white rook · e4 white circle · f4 white circle · g4 white circle · h4 white circle · d3 white circle · d2 white circle · d1 white circle | d8 white circle · g8 black circle · d7 white circle · e7 white pawn · f7 black circle · g7 black rook · h7 black circle · d6 white circle · g6 black circle · d5 white circle · g5 black pawn · a4 white circle · b4 white circle · c4 white circle · d4 white rook · e4 white circle · f4 white circle · g4 white circle · h4 white circle · d3 white circle · d2 white circle · d1 white circle | d8 white circle · g8 black circle · d7 white circle · e7 white pawn · f7 black circle · g7 black rook · h7 black circle · d6 white circle · g6 black circle · d5 white circle · g5 black pawn · a4 white circle · b4 white circle · c4 white circle · d4 white rook · e4 white circle · f4 white circle · g4 white circle · h4 white circle · d3 white circle · d2 white circle · d1 white circle | d8 white circle · g8 black circle · d7 white circle · e7 white pawn · f7 black circle · g7 black rook · h7 black circle · d6 white circle · g6 black circle · d5 white circle · g5 black pawn · a4 white circle · b4 white circle · c4 white circle · d4 white rook · e4 white circle · f4 white circle · g4 white circle · h4 white circle · d3 white circle · d2 white circle · d1 white circle | d8 white circle · g8 black circle · d7 white circle · e7 white pawn · f7 black circle · g7 black rook · h7 black circle · d6 white circle · g6 black circle · d5 white circle · g5 black pawn · a4 white circle · b4 white circle · c4 white circle · d4 white rook · e4 white circle · f4 white circle · g4 white circle · h4 white circle · d3 white circle · d2 white circle · d1 white circle | d8 white circle · g8 black circle · d7 white circle · e7 white pawn · f7 black circle · g7 black rook · h7 black circle · d6 white circle · g6 black circle · d5 white circle · g5 black pawn · a4 white circle · b4 white circle · c4 white circle · d4 white rook · e4 white circle · f4 white circle · g4 white circle · h4 white circle · d3 white circle · d2 white circle · d1 white circle | 5 |
| 4 | d8 white circle · g8 black circle · d7 white circle · e7 white pawn · f7 black circle · g7 black rook · h7 black circle · d6 white circle · g6 black circle · d5 white circle · g5 black pawn · a4 white circle · b4 white circle · c4 white circle · d4 white rook · e4 white circle · f4 white circle · g4 white circle · h4 white circle · d3 white circle · d2 white circle · d1 white circle | d8 white circle · g8 black circle · d7 white circle · e7 white pawn · f7 black circle · g7 black rook · h7 black circle · d6 white circle · g6 black circle · d5 white circle · g5 black pawn · a4 white circle · b4 white circle · c4 white circle · d4 white rook · e4 white circle · f4 white circle · g4 white circle · h4 white circle · d3 white circle · d2 white circle · d1 white circle | d8 white circle · g8 black circle · d7 white circle · e7 white pawn · f7 black circle · g7 black rook · h7 black circle · d6 white circle · g6 black circle · d5 white circle · g5 black pawn · a4 white circle · b4 white circle · c4 white circle · d4 white rook · e4 white circle · f4 white circle · g4 white circle · h4 white circle · d3 white circle · d2 white circle · d1 white circle | d8 white circle · g8 black circle · d7 white circle · e7 white pawn · f7 black circle · g7 black rook · h7 black circle · d6 white circle · g6 black circle · d5 white circle · g5 black pawn · a4 white circle · b4 white circle · c4 white circle · d4 white rook · e4 white circle · f4 white circle · g4 white circle · h4 white circle · d3 white circle · d2 white circle · d1 white circle | d8 white circle · g8 black circle · d7 white circle · e7 white pawn · f7 black circle · g7 black rook · h7 black circle · d6 white circle · g6 black circle · d5 white circle · g5 black pawn · a4 white circle · b4 white circle · c4 white circle · d4 white rook · e4 white circle · f4 white circle · g4 white circle · h4 white circle · d3 white circle · d2 white circle · d1 white circle | d8 white circle · g8 black circle · d7 white circle · e7 white pawn · f7 black circle · g7 black rook · h7 black circle · d6 white circle · g6 black circle · d5 white circle · g5 black pawn · a4 white circle · b4 white circle · c4 white circle · d4 white rook · e4 white circle · f4 white circle · g4 white circle · h4 white circle · d3 white circle · d2 white circle · d1 white circle | d8 white circle · g8 black circle · d7 white circle · e7 white pawn · f7 black circle · g7 black rook · h7 black circle · d6 white circle · g6 black circle · d5 white circle · g5 black pawn · a4 white circle · b4 white circle · c4 white circle · d4 white rook · e4 white circle · f4 white circle · g4 white circle · h4 white circle · d3 white circle · d2 white circle · d1 white circle | d8 white circle · g8 black circle · d7 white circle · e7 white pawn · f7 black circle · g7 black rook · h7 black circle · d6 white circle · g6 black circle · d5 white circle · g5 black pawn · a4 white circle · b4 white circle · c4 white circle · d4 white rook · e4 white circle · f4 white circle · g4 white circle · h4 white circle · d3 white circle · d2 white circle · d1 white circle | 4 |
| 3 | d8 white circle · g8 black circle · d7 white circle · e7 white pawn · f7 black circle · g7 black rook · h7 black circle · d6 white circle · g6 black circle · d5 white circle · g5 black pawn · a4 white circle · b4 white circle · c4 white circle · d4 white rook · e4 white circle · f4 white circle · g4 white circle · h4 white circle · d3 white circle · d2 white circle · d1 white circle | d8 white circle · g8 black circle · d7 white circle · e7 white pawn · f7 black circle · g7 black rook · h7 black circle · d6 white circle · g6 black circle · d5 white circle · g5 black pawn · a4 white circle · b4 white circle · c4 white circle · d4 white rook · e4 white circle · f4 white circle · g4 white circle · h4 white circle · d3 white circle · d2 white circle · d1 white circle | d8 white circle · g8 black circle · d7 white circle · e7 white pawn · f7 black circle · g7 black rook · h7 black circle · d6 white circle · g6 black circle · d5 white circle · g5 black pawn · a4 white circle · b4 white circle · c4 white circle · d4 white rook · e4 white circle · f4 white circle · g4 white circle · h4 white circle · d3 white circle · d2 white circle · d1 white circle | d8 white circle · g8 black circle · d7 white circle · e7 white pawn · f7 black circle · g7 black rook · h7 black circle · d6 white circle · g6 black circle · d5 white circle · g5 black pawn · a4 white circle · b4 white circle · c4 white circle · d4 white rook · e4 white circle · f4 white circle · g4 white circle · h4 white circle · d3 white circle · d2 white circle · d1 white circle | d8 white circle · g8 black circle · d7 white circle · e7 white pawn · f7 black circle · g7 black rook · h7 black circle · d6 white circle · g6 black circle · d5 white circle · g5 black pawn · a4 white circle · b4 white circle · c4 white circle · d4 white rook · e4 white circle · f4 white circle · g4 white circle · h4 white circle · d3 white circle · d2 white circle · d1 white circle | d8 white circle · g8 black circle · d7 white circle · e7 white pawn · f7 black circle · g7 black rook · h7 black circle · d6 white circle · g6 black circle · d5 white circle · g5 black pawn · a4 white circle · b4 white circle · c4 white circle · d4 white rook · e4 white circle · f4 white circle · g4 white circle · h4 white circle · d3 white circle · d2 white circle · d1 white circle | d8 white circle · g8 black circle · d7 white circle · e7 white pawn · f7 black circle · g7 black rook · h7 black circle · d6 white circle · g6 black circle · d5 white circle · g5 black pawn · a4 white circle · b4 white circle · c4 white circle · d4 white rook · e4 white circle · f4 white circle · g4 white circle · h4 white circle · d3 white circle · d2 white circle · d1 white circle | d8 white circle · g8 black circle · d7 white circle · e7 white pawn · f7 black circle · g7 black rook · h7 black circle · d6 white circle · g6 black circle · d5 white circle · g5 black pawn · a4 white circle · b4 white circle · c4 white circle · d4 white rook · e4 white circle · f4 white circle · g4 white circle · h4 white circle · d3 white circle · d2 white circle · d1 white circle | 3 |
| 2 | d8 white circle · g8 black circle · d7 white circle · e7 white pawn · f7 black circle · g7 black rook · h7 black circle · d6 white circle · g6 black circle · d5 white circle · g5 black pawn · a4 white circle · b4 white circle · c4 white circle · d4 white rook · e4 white circle · f4 white circle · g4 white circle · h4 white circle · d3 white circle · d2 white circle · d1 white circle | d8 white circle · g8 black circle · d7 white circle · e7 white pawn · f7 black circle · g7 black rook · h7 black circle · d6 white circle · g6 black circle · d5 white circle · g5 black pawn · a4 white circle · b4 white circle · c4 white circle · d4 white rook · e4 white circle · f4 white circle · g4 white circle · h4 white circle · d3 white circle · d2 white circle · d1 white circle | d8 white circle · g8 black circle · d7 white circle · e7 white pawn · f7 black circle · g7 black rook · h7 black circle · d6 white circle · g6 black circle · d5 white circle · g5 black pawn · a4 white circle · b4 white circle · c4 white circle · d4 white rook · e4 white circle · f4 white circle · g4 white circle · h4 white circle · d3 white circle · d2 white circle · d1 white circle | d8 white circle · g8 black circle · d7 white circle · e7 white pawn · f7 black circle · g7 black rook · h7 black circle · d6 white circle · g6 black circle · d5 white circle · g5 black pawn · a4 white circle · b4 white circle · c4 white circle · d4 white rook · e4 white circle · f4 white circle · g4 white circle · h4 white circle · d3 white circle · d2 white circle · d1 white circle | d8 white circle · g8 black circle · d7 white circle · e7 white pawn · f7 black circle · g7 black rook · h7 black circle · d6 white circle · g6 black circle · d5 white circle · g5 black pawn · a4 white circle · b4 white circle · c4 white circle · d4 white rook · e4 white circle · f4 white circle · g4 white circle · h4 white circle · d3 white circle · d2 white circle · d1 white circle | d8 white circle · g8 black circle · d7 white circle · e7 white pawn · f7 black circle · g7 black rook · h7 black circle · d6 white circle · g6 black circle · d5 white circle · g5 black pawn · a4 white circle · b4 white circle · c4 white circle · d4 white rook · e4 white circle · f4 white circle · g4 white circle · h4 white circle · d3 white circle · d2 white circle · d1 white circle | d8 white circle · g8 black circle · d7 white circle · e7 white pawn · f7 black circle · g7 black rook · h7 black circle · d6 white circle · g6 black circle · d5 white circle · g5 black pawn · a4 white circle · b4 white circle · c4 white circle · d4 white rook · e4 white circle · f4 white circle · g4 white circle · h4 white circle · d3 white circle · d2 white circle · d1 white circle | d8 white circle · g8 black circle · d7 white circle · e7 white pawn · f7 black circle · g7 black rook · h7 black circle · d6 white circle · g6 black circle · d5 white circle · g5 black pawn · a4 white circle · b4 white circle · c4 white circle · d4 white rook · e4 white circle · f4 white circle · g4 white circle · h4 white circle · d3 white circle · d2 white circle · d1 white circle | 2 |
| 1 | d8 white circle · g8 black circle · d7 white circle · e7 white pawn · f7 black circle · g7 black rook · h7 black circle · d6 white circle · g6 black circle · d5 white circle · g5 black pawn · a4 white circle · b4 white circle · c4 white circle · d4 white rook · e4 white circle · f4 white circle · g4 white circle · h4 white circle · d3 white circle · d2 white circle · d1 white circle | d8 white circle · g8 black circle · d7 white circle · e7 white pawn · f7 black circle · g7 black rook · h7 black circle · d6 white circle · g6 black circle · d5 white circle · g5 black pawn · a4 white circle · b4 white circle · c4 white circle · d4 white rook · e4 white circle · f4 white circle · g4 white circle · h4 white circle · d3 white circle · d2 white circle · d1 white circle | d8 white circle · g8 black circle · d7 white circle · e7 white pawn · f7 black circle · g7 black rook · h7 black circle · d6 white circle · g6 black circle · d5 white circle · g5 black pawn · a4 white circle · b4 white circle · c4 white circle · d4 white rook · e4 white circle · f4 white circle · g4 white circle · h4 white circle · d3 white circle · d2 white circle · d1 white circle | d8 white circle · g8 black circle · d7 white circle · e7 white pawn · f7 black circle · g7 black rook · h7 black circle · d6 white circle · g6 black circle · d5 white circle · g5 black pawn · a4 white circle · b4 white circle · c4 white circle · d4 white rook · e4 white circle · f4 white circle · g4 white circle · h4 white circle · d3 white circle · d2 white circle · d1 white circle | d8 white circle · g8 black circle · d7 white circle · e7 white pawn · f7 black circle · g7 black rook · h7 black circle · d6 white circle · g6 black circle · d5 white circle · g5 black pawn · a4 white circle · b4 white circle · c4 white circle · d4 white rook · e4 white circle · f4 white circle · g4 white circle · h4 white circle · d3 white circle · d2 white circle · d1 white circle | d8 white circle · g8 black circle · d7 white circle · e7 white pawn · f7 black circle · g7 black rook · h7 black circle · d6 white circle · g6 black circle · d5 white circle · g5 black pawn · a4 white circle · b4 white circle · c4 white circle · d4 white rook · e4 white circle · f4 white circle · g4 white circle · h4 white circle · d3 white circle · d2 white circle · d1 white circle | d8 white circle · g8 black circle · d7 white circle · e7 white pawn · f7 black circle · g7 black rook · h7 black circle · d6 white circle · g6 black circle · d5 white circle · g5 black pawn · a4 white circle · b4 white circle · c4 white circle · d4 white rook · e4 white circle · f4 white circle · g4 white circle · h4 white circle · d3 white circle · d2 white circle · d1 white circle | d8 white circle · g8 black circle · d7 white circle · e7 white pawn · f7 black circle · g7 black rook · h7 black circle · d6 white circle · g6 black circle · d5 white circle · g5 black pawn · a4 white circle · b4 white circle · c4 white circle · d4 white rook · e4 white circle · f4 white circle · g4 white circle · h4 white circle · d3 white circle · d2 white circle · d1 white circle | 1 |
|   | a | b | c | d | e | f | g | h |   |